# Bătălia de la Medina de Rioseco
Bătălia de la Medina de Rioseco a opus, la 14 iulie 1808, o armată regulată franceză sub comanda mareșalului Bessières, unei armate de trupe regulate și miliții spaniole, comandate de generalul Gregorio de La Cuesta. Acesta din urmă reușise să opereze joncțiunea cu trupele generalului Blake, înainte ca francezii să își reunească trupele. Avansând spre Palencia, armata spaniolă se aranjează pe 2 rânduri în fața orașului Medina de Rioseco din provincia Valladolid, așteptând inamicul. Armata franceză sosește în jurul orei 9, când Bessières îi ordonă generalului Lasalle să își folosească cavaleria pentru a simula un atac frontal, lucru pe care generalul îl reușește pe deplin, lucru ce îi permite mareșalului să dea peste cap prima linie inamică. Cu toate acestea, un contra-atac pe flanc al lui Cuesta aduce spaniolilor 6 piese de artilerie, dar manevra slăbește centrul spaniol. Bessières observă și ordonă o șarjă de infanterie a generalului Merle, susținut de cavaleria grea de elită a grenadierilor călare din Garda Imperială. În acest timp, regimentul al 14-lea de linie îi atacă frontal pe spanioli. Spaniolii sunt dați peste cap și respinși în dezordine iar armata franceză pune stăpânire pe nordul Spaniei și deschide drumul spre Madrid, unde trupele franceze vor intra pe 20 iulie.